# Mae Jemison
Mae Carol Jemison (Decatur, 17 de outubro de 1956) é uma médica, engenheira e ex-astronauta estadunidense. Foi a primeira mulher negra a ir para o espaço, quando serviu como especialista de missão a bordo do ônibus espacial Endeavour. Jemison se uniu ao grupo de astronautas da NASA de 1987 e serviu na missão STS-47, na qual orbitou a Terra dos dias 12 a 20 de setembro de 1992.

## Início da vida
Mae Carol Jemison nasceu no Alabama, EUA em 17 de outubro de 1956, a caçula de três filhos de Charles Jemison e Dorothy Jemison (cujo sobrenome de solteira era Green). O pai foi um supervisor de manutenção para uma organização de caridade e a mãe foi professora de inglês e matemática em uma escola de ensino fundamental em Chicago. Jemison sabia desde nova que queria estudar ciência e ir para o espaço. O programa de televisão Star Trek, em particular a atriz negra Nichelle Nichols interpretando a Tenente Uhura, alimentaram o seu interesse no assunto. Os seus pais deram apoio a essas ambições, mas, ao contar a uma professora de jardim de infância que queria ser cientista, esta perguntou, "Você não quer dizer enfermeira?". Jemison relata, "Não há nada de errado em ser enfermeira, mas não era o que eu queria ser." A falta de mulheres astronautas representava uma frustração: "Todo mundo estava animado com o espaço, mas eu me lembro de ficar muito, muito irritada por não haver mulheres".
Jemison teve paixão pela dança desde pequena, com aspiração de se tornar profissional, e aprendeu danças africanas e japonesas, além de ballet, jazz e dança contemporânea. Aos 14 anos, ela tentou o papel de Maria em Amor, Sublime Amor, mas foi escalada como dançarina de fundo. Ela entrou no ensino médio aos doze anos, e participou das líderes de torcida e do clube de dança contemporânea.
Após a graduação no ensino médio em 1973, Jemison entrou para a Stanford University aos dezesseis anos. Mais tarde, ela diria que o fato de ser jovem demais não a intimidou porque era "inocente e teimosa o suficiente". Havia muito poucos alunos negros e ela continuou sofrendo discriminação dos professores. Em entrevista, Jemison declarou que foi difícil entrar na faculdade tão nova, mas que sua arrogância juvenil pode ter ajudado, e que alguma arrogância é necessária para mulheres e minorias terem sucesso em uma sociedade dominada por homens brancos. Em Stanford, foi líder do coletivo negro, Black Students Union. Também coreografou o musical Out of the Shadows. No último ano de faculdade, ficou dividida entre cursar medicina ou tentar dança profissional após a graduação. Ela se formou em 1977, com diploma em engenharia química e em estudos africanos. Durante a faculdade, também estudou assuntos relacionados a seus interesses infantis no espaço, e começou a considerar tentar a NASA.

## Carreira médica
Jemison cursou medicina na Cornell Medical School e, durante o treinamento, viajou para Cuba, conduzindo um estudo, e para a Tailândia, onde trabalhou em um campo de refugiados do Camboja. Também fez parte dos Flying Doctors [Médicos voadores], no leste da África. Durante os anos na Cornell, continuou a estudar dança. Após se formar em medicina, em 1981, fez residência no Los Angeles County-USC Medical Center e trabalhou como clínica geral. Juntou-se aos Peace Corps, em 1983, e serviu como oficial médica até 1985, como responsável pela saúde dos voluntários da organização na Libéria e Serra Leoa. Supervisionou a farmácia, laboratório e equipe médica dos Peace Corps, além de providenciar cuidados médicos, escrever manuais de autocuidado e desenvolver regulamentos para questões de saúde e segurança. Também trabalhou com o Centers for Disease Control [Centro de controle de doenças], ajudando na pesquisa de diversas vacinas.
Em 4 de junho de 1987, Mae Jemison se tornou a primeira mulher afro-americana a ser admitida no programa de treinamento de astronautas da NASA e, em 1992, foi a primeira mulher afro-americana a viajar para o espaço. Ela viajou a bordo do ônibus espacial Endeavour, na missão STS-47 e, durante os oito dias em que esteve no espaço, Mae Jemison conduziu experimentos sobre falta de peso e enjoo de movimento na tripulação e em si mesma, totalizando 190 horas no espaço. Depois de servir na NASA, de 1987 a 1993, Jemison fundou o Jemison Group, Inc., que desenvolveu o ALAFIYA, um sistema de telecomunicações por satélite. O objetivo deste sistema era melhorar os cuidados médicos nos países em desenvolvimento.
Foi professora no programa de estudos ambientais da Universidade de Dartmouth, onde dirigiu o Instituto Jemison para o avanço tecnológico nos países em desenvolvimento. Entre seus projetos atuais, há vários que se concentram na melhoria da saúde na África e no avanço das tecnologias nos países em desenvolvimento.
Foi professora no programa de estudos ambientais da Universidade de Dartmouth, onde dirigiu o Instituto Jemison para o avanço tecnológico nos países em desenvolvimento. Entre seus projetos atuais, há vários que se concentram na melhoria da saúde na África e no avanço das tecnologias nos países em desenvolvimento.
Jemison foi professora na Cornell University e no Dartmouth College, de 1995 a 2002. Ela participa de várias organizações científicas como a American Medical Association, a American Chemical Society, a Association for Space Explorers e a American Association for the Advancement of Science.

### Vida pessoal
Jemison construiu um estúdio de dança em sua casa e coreografou e produziu vários shows de jazz moderno e dança africana. Na primavera de 1996, Jemison apresentou uma queixa contra um policial do Texas, acusando-o de brutalidade policial durante uma parada de trânsito que terminou em sua prisão. Ela foi detida pelo policial Henry Hughes, de Nassau Bay, por supostamente fazer uma inversão de marcha ilegal e presa depois que Hughes soube de um mandado pendente em Jemison por uma multa por excesso de velocidade. No processo de prendê-la, o policial torceu o pulso e a forçou a cair no chão, além de fazê-la andar descalça do carro de patrulha até a delegacia. Na denúncia, Jemison disse que o policial a maltratou física e emocionalmente. O advogado de Jemison disse que acreditava que ela já pagara a multa por excesso de velocidade, anos atrás. Ela passou várias horas na prisão e foi tratada em um hospital da região, após ser libertada com hematomas profundos e um ferimento na cabeça. O oficial da Baía de Nassau foi suspenso com pagamento pendente de uma investigação. Jemison entrou com uma ação contra a cidade de Nassau Bay e o oficial.